# Youngjae
Dans ce nom coréen, le nom de famille, Choi, précède le nom personnel.
Choi Young-jae (coréen : 최영재), communément appelé Youngjae (coréen : 영재), est un chanteur et danseur sud-coréen né le 17 septembre 1996 à Mokpo. Il est surtout connu pour faire partie du boys band sud-coréen GOT7.

## Carrière
Youngjae commence à vouloir devenir chanteur durant son enfance, lorsqu'il se met à chanter avec son grand frère. Quand ce dernier s'engage dans l'armée, Youngjae rejoint une académie de musique de Mokpo pour apprendre de manière plus professionnelle. En 2011, il remporte le « Prix de l'Excellence vocale » (Vocal Excellence Award) à Mokpo durant le « Festival de musique pour les jeunes » (Youth Music Festival). En 2013, le label JYP Entertainment tient une audition au sein de son académie. Il devient alors apprenti au sein du label, dans le but de devenir une idole (trainee),. Après un mois d'entraînement à Séoul, il est choisi pour faire partie du nouveau groupe de JYP,. Après un total de sept mois d'entraînement,, il débute en tant que chanteur principal du groupe Got7 avec le single Girls Girls Girls, sorti le 16 janvier 2014.
Youngjae écrit des chansons et des paroles sous le nom de « Ars » depuis 2016, en commençant par Rewind dans l'EP Flight Log: Departure de Got7. 
Il a également fait des collaborations : en 2017 avec Sanjoy et Elliott Yamin sur le titre Victim of Love,, et en 2018 avec Park Ji-min sur la chanson I'm All Ears pour une campagne sur la prévention du suicide chez les jeunes.
En 2018 et 2020, il chante At the Usual Time (그 시간에) et Fall In Love (빠져드나봐) pour la bande originale des séries télévisées Wok of Love et When My Love Blooms. Avec Young K (membre de Day6), il devient en mai 2020 le nouveau DJ de l'émission Idol Radio sur MBC Radio.
Le 25 mai 2020, il ouvre une boutique de vêtement pour les humains et les chiens nommée « Ars X Coco » en l'hommage à son chien Coco. Une partie des bénéfices sera donnée aux refuges pour chiens.

## Discographie

### En groupe
| Titre                                               | Année | Album                      |
| --------------------------------------------------- | ----- | -------------------------- |
| "My Day" (내 하루)                                  | 2016  | singles non-commercialisés |
| "Trauma"                                            | 2016  | singles non-commercialisés |
| "Call Button" (통화버튼) (feat. J.praize)           | 2017  | singles non-commercialisés |
| "I Want to Fall Asleep" (잠들고 싶어) (feat. Noday) | 2017  | singles non-commercialisés |

### Collaborations
| Titre                                          | année | Peak chart positions | Sales | Album                  |
| Titre                                          | année | KOR                  | Sales | Album                  |
| ---------------------------------------------- | ----- | -------------------- | ----- | ---------------------- |
| "I'm All Ears" (다둘어줄게) (avec Park Ji-min) | 2018  | —                    | —     | Ready to Listen Part 2 |

### En tant qu'artiste en featuring
| Titre                                                             | Année | Peak chart positions | Sales | Album              |
| Titre                                                             | Année | KOR                  | Sales | Album              |
| ----------------------------------------------------------------- | ----- | -------------------- | ----- | ------------------ |
| "One Dream One Korea" (plusieurs artistes)                        | 2015  | —                    | —     | singles hors album |
| "Victim of Love" (Sanjoy feat. Ars, Stephen Rezza, Elliott Yamin) | 2017  | —                    | —     | singles hors album |

### Apparitions sur des bandes sonores
| Titre                                           | Année | Peak chart positions | Sales | Album                           |
| Titre                                           | Année | KOR                  | Sales | Album                           |
| ----------------------------------------------- | ----- | -------------------- | ----- | ------------------------------- |
| "At the Usual Time" (그 시간에)                 | 2018  | —                    | —     | Wok of Love OST Part. 2         |
| "Fall In Love" (빠져드나봐) with Choi Jung-yoon | 2020  | —                    | —     | When My Love Blooms OST Part. 2 |
| "So I Married an Anti-Fan "                     | 2021  |                      |       | pop star                        |
| "—" denotes releases that did not chart.        |       |                      |       |                                 |

## Télévision
| Titre        | Année | position                     | Episodes |
| ------------ | ----- | ---------------------------- | -------- |
| dream knight | 2015  | Rôle principal + membre GOT7 | 1-12     |
|              |       |                              |          |
|              |       |                              |          |